# Генрі Рокмор

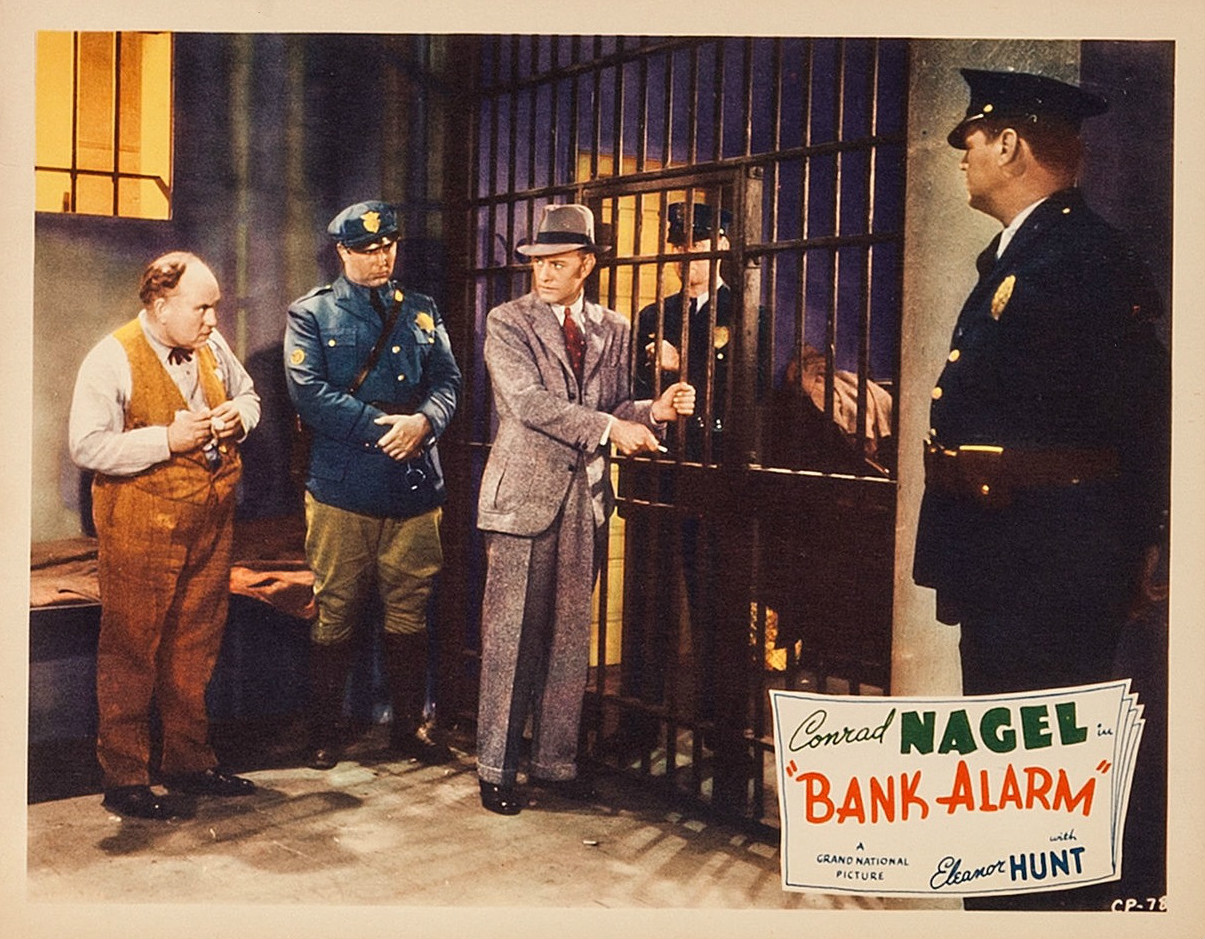
Постер фільму Банківська сигналізація (1937) — Генрі Рокмор стоїть ліворуч.

Генрі Рокмор (13 березня 1886 — 30 червня 1943) — американський актор другого плану. З 1927 по 1943 рік він знявся у 229 німих та звукових фільмах. В більшості вестернів, в яких знівамся Рокмор, його не було вказано в титрах. Він також з'являвся й фільмах категорії А: «Познайомтеся з Джоном Доу», «Маленькі лисиці», «Чудові Амберсони» та «Ваш на запит».

## Кар'єра
Генрі Рокмор розпочав свою кар'єру в шоу-бізнесі з організації талант-шоу в клубах свого рідного містіа Маршалл у штаті Техас. Свою першу в Голлівуді він отримав у німому фільмі 1927 року «Чи безпечна ваша донька?», а останню — у 1943 році у фільмі «Дівчина божевільна». Після створення першого звукового фільму у 1927 році, Рокмор почав зніматись в амплуа «товстуна», та був затребуваний такими видатними режисерами, як Френк Капра та Орсон Веллс. Серед його найбільш відомих фільмів, де він не був вказаний у титрах: «Сімаррон» (1931) та «Жінка року» (1941). Рокмор одружився з актрисою Ферн Еммет, після того, як вони познайомились на зйомках фільму «Техаський жах» в 1935 році.
Генрі Рокмор помер від серцевого нападу в 1943 році. Він похований на цвинтарі Форест-Лон в Глендейлі, штат Каліфорнія.

## Часткова фільмографія
- Чи безпечна ваша донька? (1927)
- Бойова трійка (1927)
- Циган Півночі (1928)
- Місто фіолетових мрій (1928)
- Борги та блондинки (1928)
- Таврована людина (1928)
- Закон та людина (1928)
- Енн проти світу (1929)
- Другий медовий місяць (1930)
- Хлопець з Аризони (1931)
- Дикий Захід Вупі (1931)
- Чеєнський циклон (1931)
- Син Оклахоми (1932)
- Молода кров (1932)
- Бойовий чемпіон (1932)
- Легкі мільйони (1933)
- Рід кордону (1933)
- Межі міста (1934)
- Техаський жах (1935)
- Кінець Веселки (1935)
- Живий провід (1935)
- Опівнічний привид (1935)
- На випробувальному терміні (1935)
- Серця в неволі (1936)
- Банківська сигналізація (1937)
- Дякую за увагу (1937)
- Вбивця молоді (1937)
- До побачення Бродвей (1938)
- Пісні та сідла (1938)
- Босоніж (1938)